# Frank Tobin
Frank Tobin (Liverpool, 1849 - Liverpool, 1927), commandeur de l'Ordre de l'Empire britannique, est un joueur de rugby anglais. Il est l'un des premiers joueurs internationaux anglais de rugby, ayant participé comme half-back (demi) au tout premier match international de l'histoire opposant l'Angleterre à l'Écosse le 27 mars 1871.

## Biographie

### Jeunesse et formation
Frank Tobin naît à Liverpool le 23 septembre 1849.
Il fait ses études à la Rugby School où il a joué au football selon les règles de l'école de rugby.

### Carrière sportive

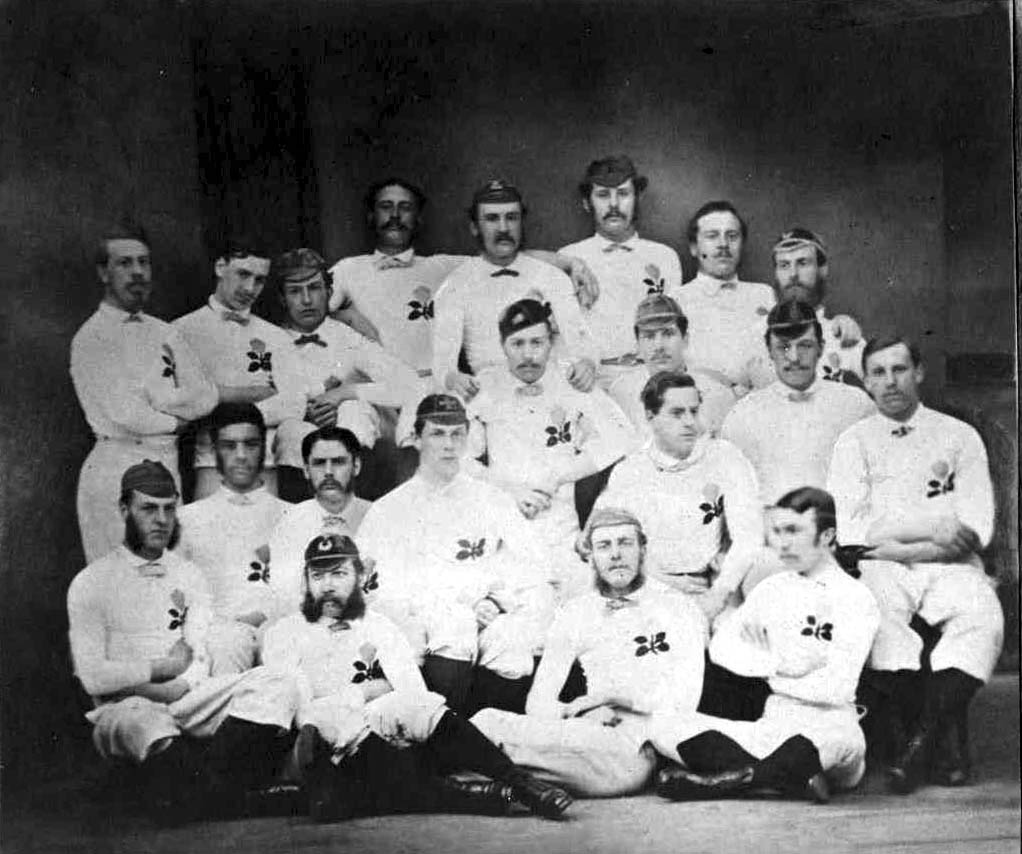
L'équipe d'Angleterre ayant disputé le premier match international de rugby de l'histoire, en 1871.

Après avoir quitté l'école, Tobin retourne à Liverpool, où il évolue au poste de half-back (demi) au sein du Liverpool St Helens Football Club.
Il est sélectionné pour représenter l'Angleterre lors du tout premier match international de rugby de l'histoire contre l'Écosse, ayant lieu le 27 mars 1871 à Édimbourg. L'Écosse l'emporte 1 à 0 en inscrivant 2 essais et 1 transformation contre 1 essai non transformé pour l'Angleterre (seules les transformations rapportaient des points à l'époque),. Au cours du match, on dit qu'il a joué magnifiquement derrière la mêlée,.
Comme douze autre joueurs, c'est le seul match international qu'il joue de sa carrière.

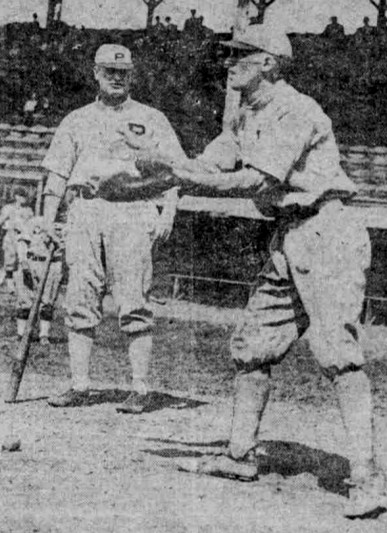
Walt McCredie et Frank Tobin en 1920.

On dit que Tobin est également un bon joueur de cricket, ayant joué pour le First XI de son école, et un excellent batteur, remportant plusieurs titres nationaux au National Rifle Meeting.

### Carrière professionnelle
Tobin quitte l'Angleterre pour Lima, au Pérou, en 1872 et y vit pendant 12 ans, où il commande le corps de pompiers britannique « Victoria ». Il entre en Angleterre pour devenir agent de change à Liverpool et devient très connu dans cette profession. Il devient, entre autres, président des directeurs de la London Nitrate Company, à Liverpool.
Tobin est honoré plus tard en devenant commandeur de l'Ordre de l'Empire britannique. Il épouse Li La Beach le 17 janvier 1878, la fille de Sanford Smith et la veuve d'Edward Holden Martindale de Rochester, New York.
Pendant la première Guerre mondiale, à la demande de Sir James Barr, il organise l'Avenue Auxiliary Hospital. Sa participation aux travaux de guerre se faite à la fois dans le cadre de ses fonctions médicales en tant que chef de corps de l'Association de l'Ambulance Saint-Jean à Liverpool (il devient plus tard le président du centre de Liverpool de l'Ordre de Saint-Jean de Jérusalem) et également par le biais de ses relations avec la Ligue du service civique. Il reprend et adapte une grande maison de retraite dans l'avenue du Prince, et celle-ci est mise à part pour les officiers. C'est Tobin qui collecte les fonds nécessaires à l'équipement de l'hôpital, et dans ses efforts, il est aidé par l'Association de l'Ambulance Saint-Jean et par la branche de Liverpool de la Croix-Rouge britannique.
Frank Tobin meurt le 6 février 1927 à Liverpool.